# Pilot Point (Alasca)
Pilot Point é uma cidade localizada no estado americano de Alasca, no Distrito de Lake and Peninsula.

## Demografia
Segundo o censo americano de 2000, a sua população era de 100 habitantes.
Em 2006, foi estimada uma população de 84, um decréscimo de 16 (-16.0%).

## Geografia
De acordo com o United States Census Bureau, a localidade tem uma área de 364,0 km², dos quais 65,8 km² cobertos por terra e 298,2 km² cobertos por água.

## Localidades na vizinhança
O diagrama seguinte representa as localidades num raio de 104 km ao redor de Pilot Point.